# واين كورتيس (لاعب كرة قدم)
واين كورتيس (بالإنجليزية: Wayne Curtis)‏ (22 فبراير 1967 في المملكة المتحدة - ) هو لاعب كرة قدم ويلزي في مركز الدفاع. لعب مع كارديف سيتي.